# Euphorianthus
Euphorianthus es un género con cuatro especies de plantas de flores perteneciente a la familia Sapindaceae. 

## Especies seleccionadas
- Euphorianthus euneurus
- Euphorianthus longifolius
- Euphorianthus obtusatus
- Euphorianthus pallidus